# Peter Maier-Asboe
Peter Maier-Asboe, vollständig Hans-Peter Maier-Asboe, zuletzt, so auch auf dem Grabstein, nur noch Peter Maier (* 30. Juni 1938; † 12. Dezember 1986) war ein deutscher Architekt und Künstler sowie Automobildesigner und Karosseriebauer; in den 1960er-Jahren war er in West-Berlin tätig. Um 1963 entwarf er ein viersitziges Coupé auf Basis des Auto Union 1000 S mit Kunststoff-Karosserie, das in der Automobilliteratur teils auch unter dem Markennamen Maier und mit der Jahresangabe 1964 geführt wird.

## Leben

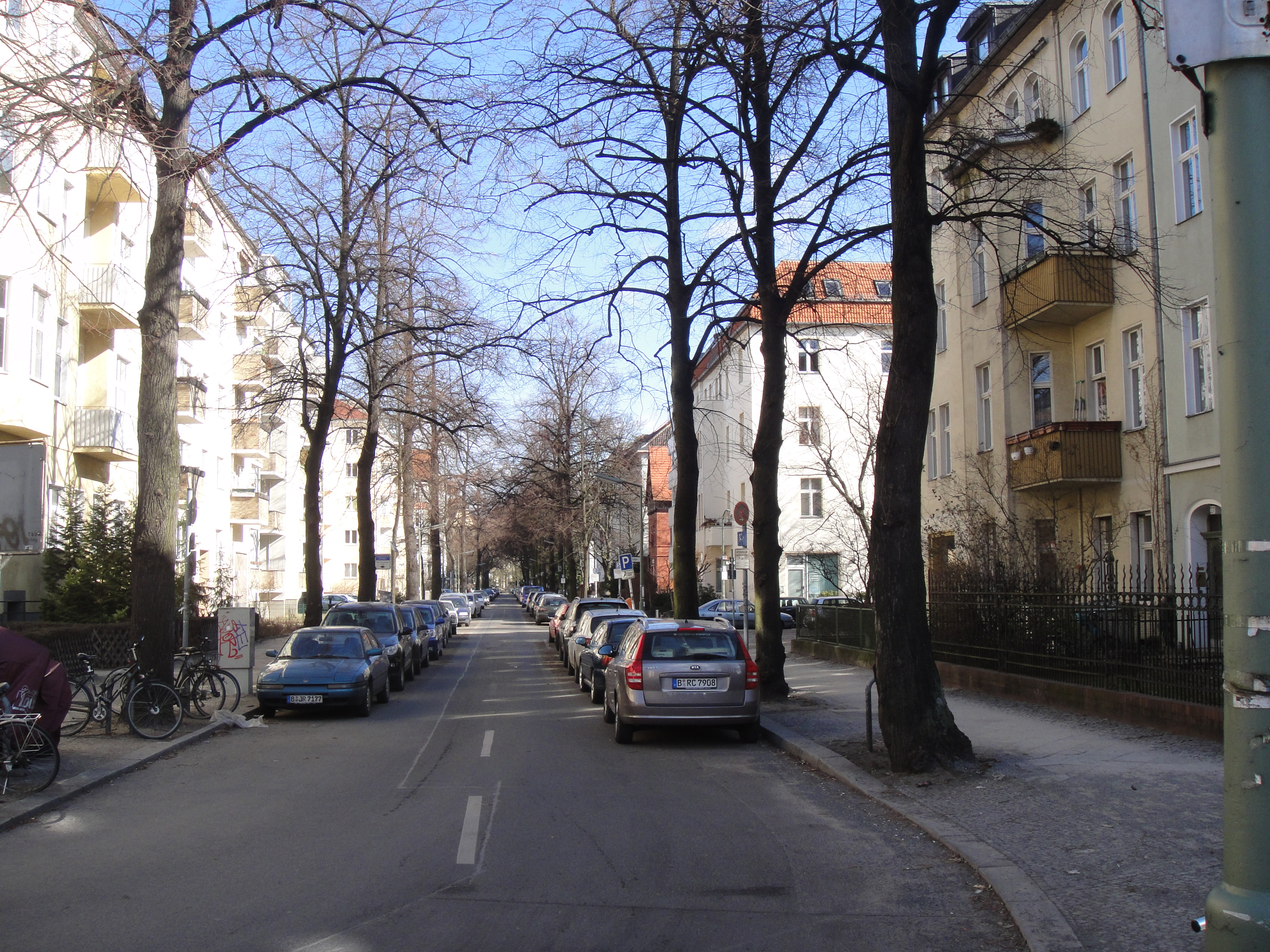
Die Sarrazinstraße in Berlin-Friedenau (in Blickrichtung Nordost), in der der Architekt Maier-Asboe ab den frühen 1960er-Jahren ansässig war (Haus Nr. 10 liegt im Hintergrund links)

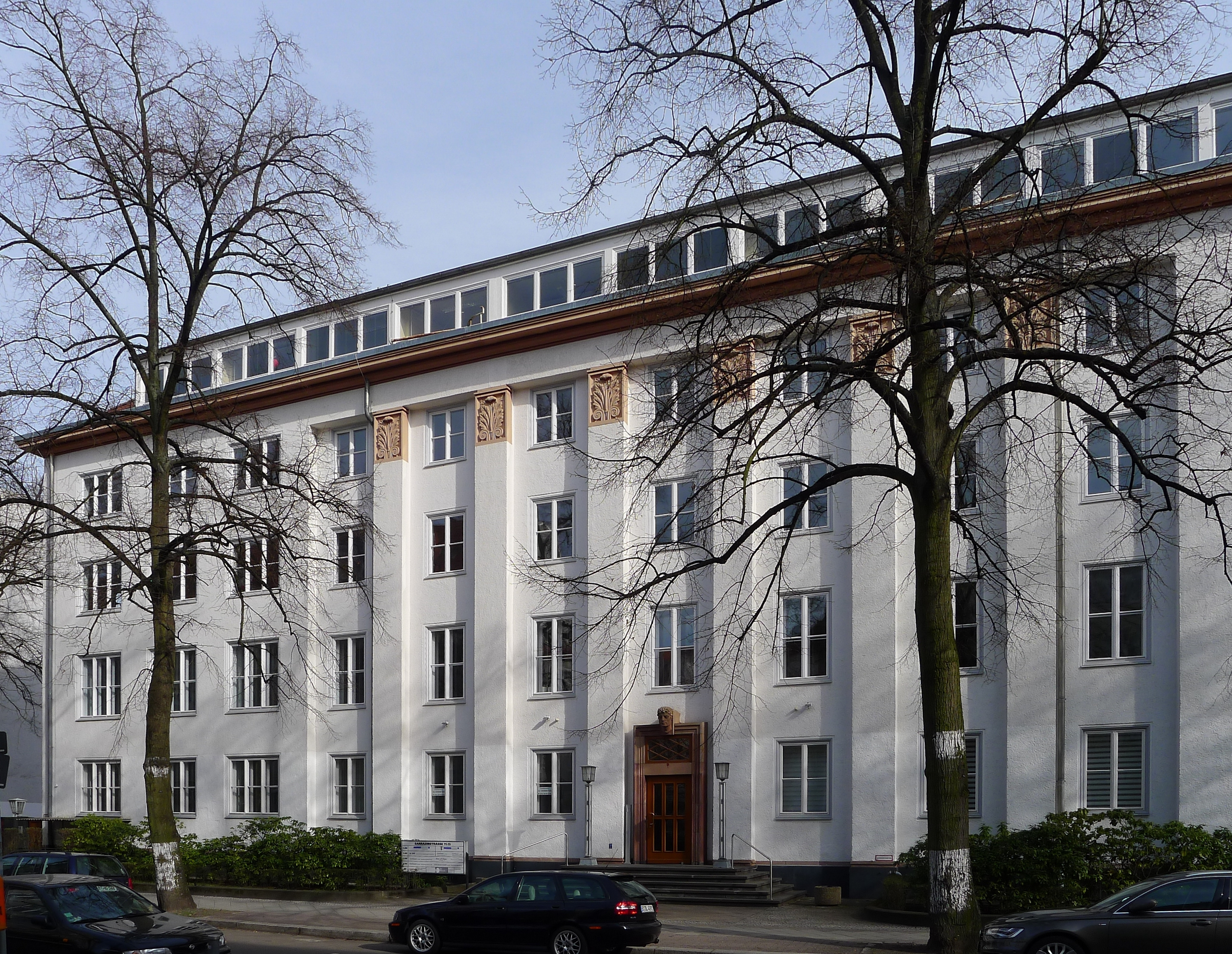
Das von Fritz Fuß entworfene Verwaltungsgebäude Sarrazinstraße 11–15 in Berlin-Friedenau in unmittelbarer Nähe zu dem von Maier-Asboe genutzten Haus Nr. 10

Maier-Asboe wuchs auf der Ostalb in Baden-Württemberg auf. Er studierte an der Staatlichen Akademie der Bildenden Künste in Stuttgart und wurde dort zum Meisterschüler. In den frühen 1960er-Jahren zog er nach (West-)Berlin.
Dort war er als Architekt tätig; zu seinen Arbeiten gehört insbesondere ein von ihm entworfener Brunnen in der Eingangshalle einer Schule im Ortsteil Lichterfelde. Parallel befasste er sich mit der Verarbeitung von Kunststoffen, die damals noch nicht derart weit verbreitet waren. Dieses Material nutzte er auch zum Karosseriebau. Anfang 1964 war Maier-Asboe in der Sarrazinstraße 10 im Berliner Ortsteil Friedenau im Bezirk Tempelhof-Schöneberg ansässig, einem damals bei Schriftstellern und sonstigen Künstlern beliebten Ortsteil mit zahlreichen Gebäuden aus der Gründerzeit. So zog 1973 der Schweizer Schriftsteller Max Frisch mit seiner Ehefrau Marianne in das Nachbarhaus Nr. 8; sein 2014 postum veröffentlichtes literarisches Tagebuch mit dem Titel Aus dem Berliner Journal beschreibt Geschehnisse aus seiner dortigen Zeit 1973/74. Von dem Haus, das der Architekt Maier-Asboe nutzte, fällt der Blick auf das gegenüberliegende, heute als Baudenkmal ausgewiesene Gebäude Sarrazinstraße 11–15, das 1939 nach Plänen der Architekten Fritz Fuß und Cornelius van der Hoeven als Verwaltungsgebäude der Beton- und Monierbau AG errichtet worden war.
In jungen Jahren, noch in Aalen, betrieb Maier-Asboe Radsport. Er war eng verbunden mit den Gründern des Rennsportvereins „rad renn club aalen 1959“ (damalige Eigenschreibweise; kurz: „rrc aalen“), der nachfolgend mehrere Deutsche Meister stellte; die damals ungewöhnliche Kleinschreibung des Vereinsnamens war eine Anregung Maier-Asboes. Er gestaltete auch das Vereinslogo in den damals ungewöhnlichen Farben Orange und Violett.
In späteren Jahren war Maier-Asboe wieder vielseitig künstlerisch tätig, kehrte in seine Heimat zurück und ließ sich in Oberalfingen nieder, einem Teilort von Aalen-Hofen. Dort arbeitete er als Maler, Zeichner, Bildhauer und Designer, vielfach auch multimedial. Besondere Beachtung fanden seine Kunst-Tische mit Oberflächen aus Kupfer, Aluminium oder Blattgold und einem Acrylharz-Überzug, ferner reliefartige Wandbild-Collagen. Einen solchen Wandverputz brachte er beispielsweise in der oberen Weinstube der Gaststätte „Fenstergucker“ in der Stadelgasse 11 in Aalen von Hand an. Verschiedene Arbeiten stellte er zum Beispiel im Sommer 1981 unter dem Titel Peter Maier-Asboe: Malerei und Plastik im rheinland-pfälzischen Bobenheim am Berg aus.
Maier-Asboe wird als rastlos, kompromisslos und als Grenzgänger beschrieben, aber auch als jemand mit Sehnsucht nach Ruhe, sein Mal- und Zeichenstil als expressiv bis kühn. Der Künstler starb im Dezember 1986 nach längerer Krankheit mit nur 48 Jahren. Vermutet wird, dass sich sein Gesundheitszustand verschlechterte, weil er mit unterschiedlichen Werkstoffen experimentiert hatte, ohne auf gesundheitliche Risiken zu achten.
Biographische Materialien zu Maier-Asboe befinden sich im Geißler-Archiv, das in der Pfälzischen Landesbibliothek in Speyer aufbewahrt wird.
Es ist keine Verbindung zu dem Konstrukteur Friedrich Eugen Maier (1898–1976) und dessen Unternehmen Leichtbau Maier in Berlin-Charlottenburg bekannt.

## Der Maier-Auto Union 1000 S

### Technische Einzelheiten

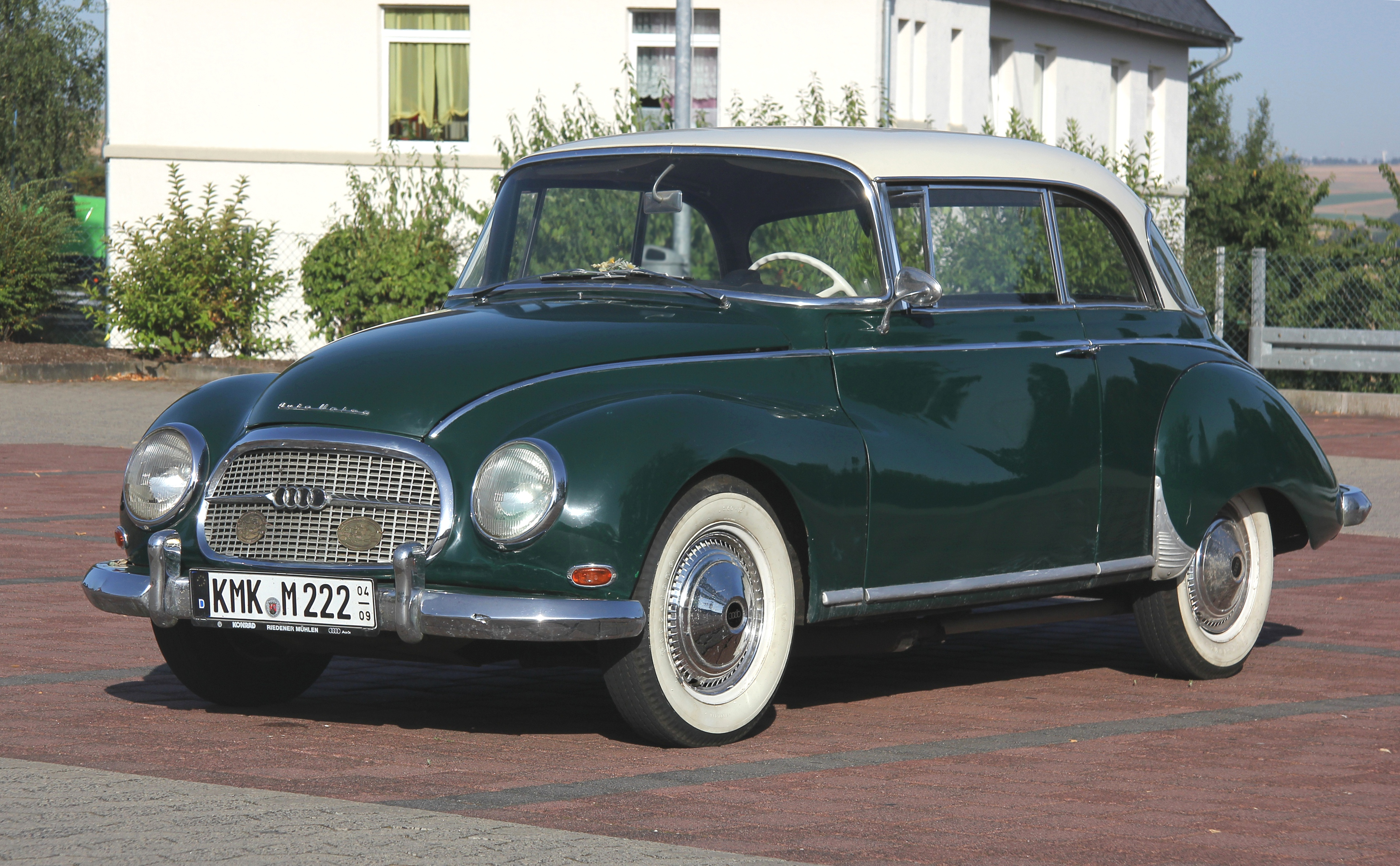
Das Ausgangsmodell für Maier-Asboes viersitziges Kunststoff-Coupé von 1963/64, ein Auto Union 1000 S

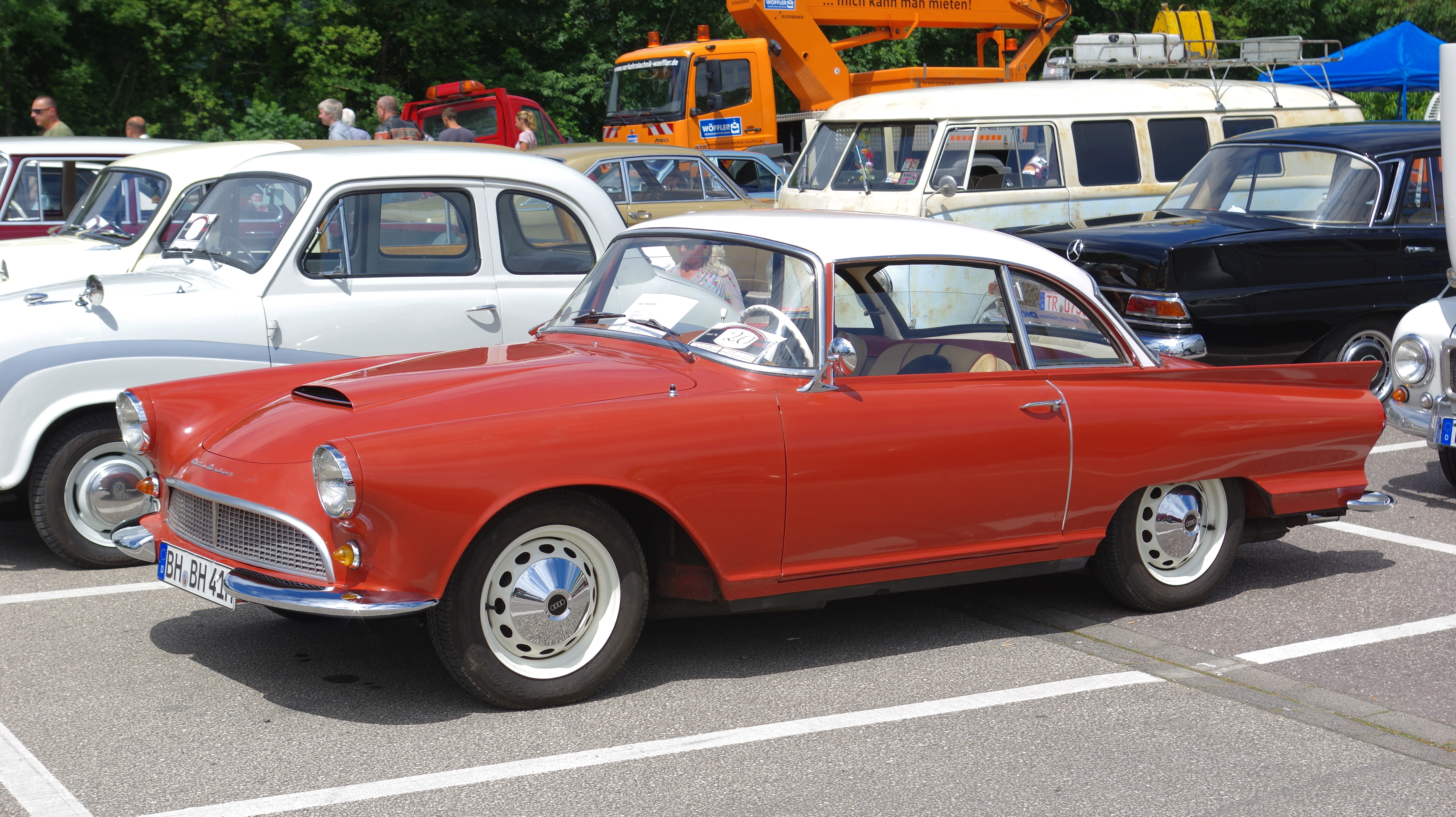
Ein Auto Union 1000 Sp Coupé, ein von 1958 bis 1965 in Serie gebauter Zweisitzer mit Ganzstahlkarosserie; Maier-Asboe bot eine moderne viersitzige Alternative dazu

Maier-Asboe entwarf und baute eine viersitzige Coupé-Karosserie aus Kunststoff; nach eigenen Angaben nutzte er dazu Polyester (gemeint ist offenbar Polyesterharz) und Glasfasermatten zur Verstärkung. Sie entstand je nach Quelle um 1963, Ende 1963 oder erst 1964. Sie wies eine moderne, schlichte Pontonform mit flachem Grundkörper und rundlichem Fließheck auf. Das Chassis und den Antrieb übernahm er (unverändert) von einem Auto Union 1000 S, wie er ab 1959 gefertigt wurde; das Fahrzeug hatte dementsprechend Frontantrieb und einen Dreizylinder-Zweitaktmotor mit 1,0 Liter Hubraum und 37 Kilowatt Leistung (50 PS). Die Kunststoffkarosserie wurde alternativ auf dem Fahrgestell des sportlicheren Auto Union 1000 Sp aufgebaut bzw. war dafür geeignet, womit bei gleichem Hubraum 40 Kilowatt Leistung (55 PS) zur Verfügung standen.
Mehrfach berichteten Automobil-Fachzeitschriften 1964 mit Bild über den Maier-Auto Union, so die deutsche auto motor und sport, die Schweizer Automobil Revue und die deutsche ADAC Motorwelt. Die Fahrzeuglänge wird mit 4,40 Meter angegeben, die Breite mit 1,65 und die Höhe je nach Quelle mit 1,33 bzw. 1,3 Meter, das Gewicht der Karosserie mit (rund) 150 Kilogramm. Sie war damit leichter als die Ganzstahlkarosserie der Großserienmodelle. Die Zeitschrift auto motor und sport betonte als Folge des niedrigeren Eigengewichts eine höhere Geschwindigkeit und einen geringeren Benzinverbrauch; die Schweizer Zeitschrift Automobil Revue hob die Zielsetzung Maier-Asboes hervor, „einen sehr bequemen Viersitzer extrem strömungsgünstig [zu] bauen.“ Ein Prototyp wurde demnach bereits ab etwa Juli 1963 erprobt.
In einer jüngeren Veröffentlichung werden hinsichtlich der Gestaltung des Maier-Auto Union 1000 S Ähnlichkeiten mit dem viersitzigen Cabriolet Donnerstag (DoMe 15, später Condor GT) des Konstrukteurs Fritz Donnerstag aus Frankfurt am Main gesehen, das jedoch auf dem VW Typ 3 basiert. Gemeinsamkeiten sind die aerodynamisch günstige Fahrzeugfront sowie auch hier die fortschrittliche Nutzung von leichtem Kunststoff als Karosseriematerial. Parallelen bestehen insoweit auch zum Colani GT des zu dieser Zeit ebenfalls in Berlin tätigen deutschen Designers Luigi Colani; sein Modell basiert aber auf dem VW Käfer und war nur zweisitzig.
Den Maier-Auto Union 1000 S beschreibt der Schweizer Automobil-Fachjournalist Roger Gloor als einen „gekonnt entworfenen Viersitzer“, bei dem „die halbkreisförmigen oberen Fensterabschlüsse an Front, Seiten und Heck auffielen.“ Der Fachbuchautor Ralf J. F. Kieselbach beurteilt das Design als „modern und sachlich“. Charakteristische Designmerkmale waren die ungewöhnlich lange Front mit den typischen großen Rundscheinwerfern des AU 1000; zwischen ihnen lief sie ohne herkömmlichen Kühlergrill zu einem sehr schmalen Lufteinlass flach nach vorne aus. Die Windschutzscheibe war für ihre Zeit ungewöhnlich weit in das Fahrzeugdach hineingezogen, ebenso die stark gewölbte, als Panoramascheibe ausgebildete Heckscheibe. Mit Ausnahme der Scheibeneinfassungen und der Türgriffe verzichtete Maier-Asboe bei der Karosserie auf Chromzierrat, ebenso auf Stoßstangen.
In der Automobil Revue von Januar 1964 heißt es ausdrücklich, die Produktion solle voraussichtlich in Berlin beginnen. Unklar ist, ob Maier-Asboe tatsächlich eine Klein(st)serie fertigte oder das Fahrzeug ein Einzelstück blieb. Nach derzeitigen Erkenntnissen (Stand: 2019) haben das in den Quellen abgebildete Maier-Coupé und ggf. nachfolgend gefertigte Exemplare nicht bis heute überdauert; der Verbleib des ursprünglichen Fahrzeugs ist unbekannt.

### Einordnung des Fahrzeugkonzepts

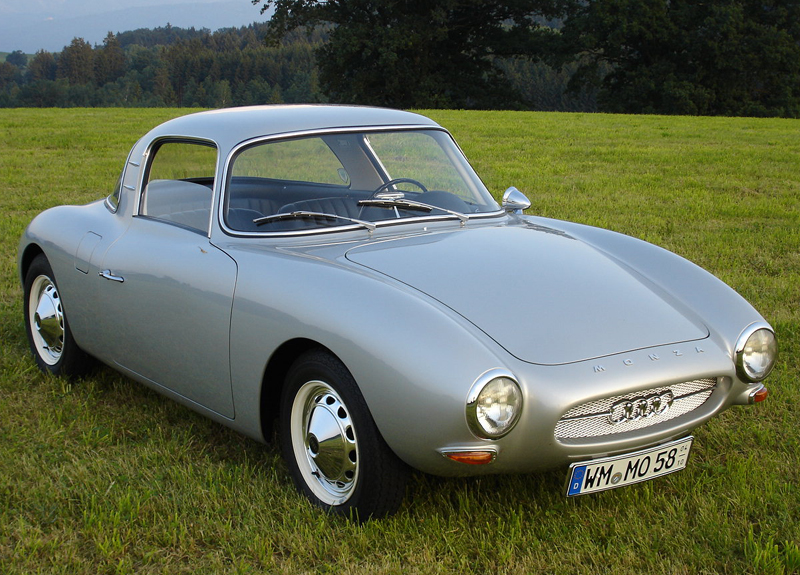
Ein DKW 3=6 Monza, ein Kleinserien-Sportcoupé mit Kunststoff-Karosserie aus den Jahren 1956 bis 1958 mit nur zwei Sitzplätzen, eines der konzeptionellen Vorbilder für den Maier-Auto Union 1000 S von 1963/64

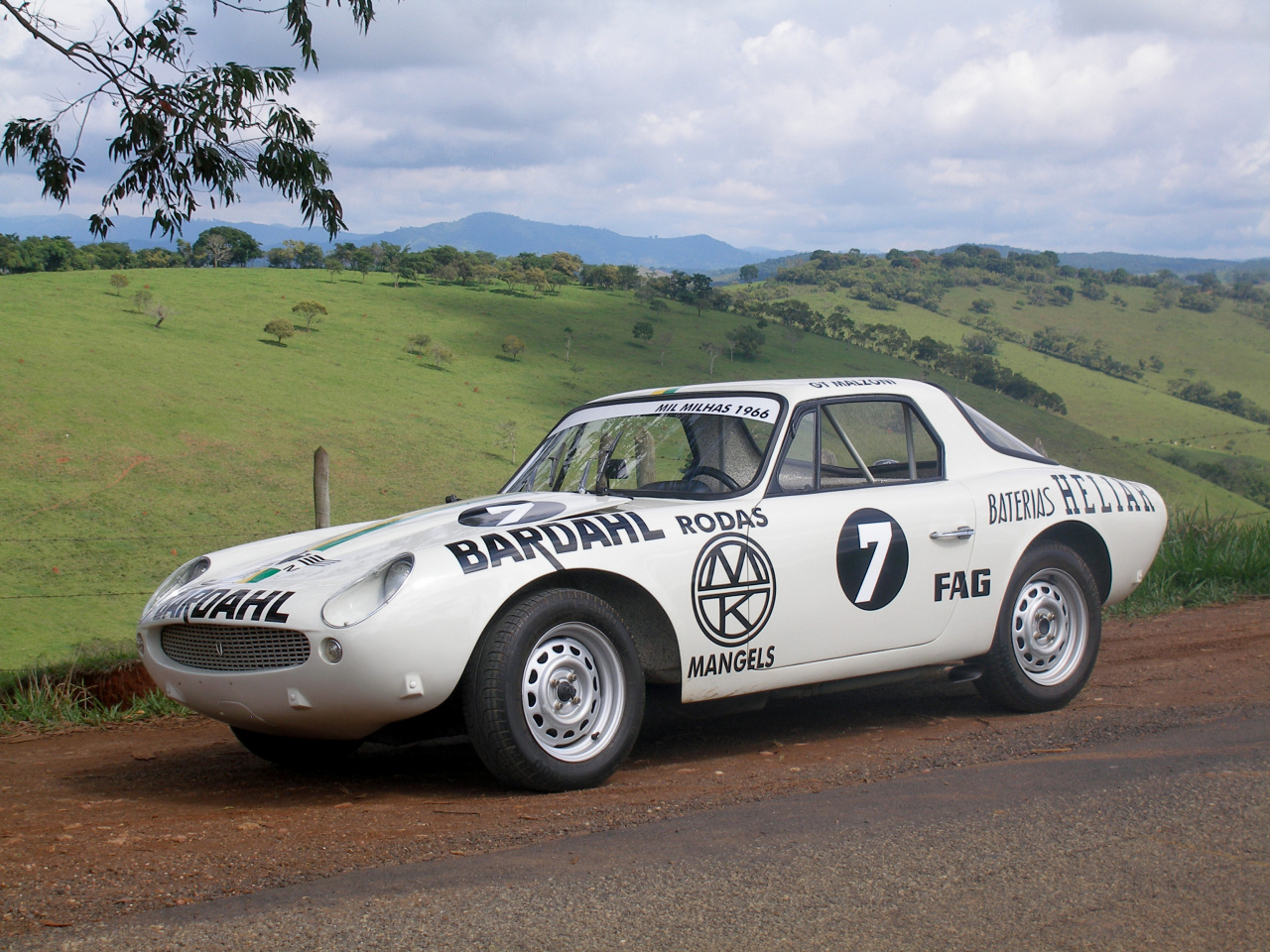
Ein rennsportmäßig vorbereiteter Malzoni GT, ein von 1964 bis 1966 in Brasilien in Kleinserie gebauter Zweisitzer auf einem verkürzten DKW-Chassis, sportlicher konzipiert als Maier-Asboes Entwurf

Das Konzept des Maier-Auto Union 1000 S erinnert in mehreren Punkten an verschiedene sportliche Modelle des Automobilherstellers Auto Union und seiner Marke DKW:
- den DKW Monza, ein allerdings nur zweisitziges Sportcoupé mit Kunststoffkarosserie auf Basis des DKW 3=6 beziehungsweise des Auto Union 1000; 1956 wurde es in wenigen Exemplaren bei Dannenhauer & Stauss in Stuttgart gebaut und 1957/58 in Kleinserie bei der DKW-Vertretung Fritz Wenk in Heidelberg, wurde also nicht mehr gefertigt, als Maier-Asboe sein Modell vorstellte, ferner
- den Auto Union 1000 Sp Coupé; den sportlichen Zweisitzer mit Ganzstahlkarosserie im Stil des seinerzeitigen Ford Thunderbird bot das Werk von 1958 bis 1965 für zuletzt 10.750 D-Mark an.

Vereinzelt wird das von Maier-Asboe entworfene Coupé als potentieller Nachfolger des AU 1000 Sp Coupé gesehen. Während Letzterer noch bis April 1965 gebaut wurde, trat der Maier-Auto Union nach 1964 nicht mehr in Erscheinung. Gründe könnten die Produktionseinstellung des herkömmlichen Ausgangsmodells AU 1000 S bereits zum Juli 1963 gewesen sein, ferner das absehbare Ende der Marken DKW und Auto Union sowie damit der Zweitaktmotoren im Großserien-Pkw-Bau in Westdeutschland im Jahr 1966.
Auch andere Unternehmen verfolgten in den 1960er-Jahren ein ähnliches Konzept wie Maier-Asboe mit Coupékarosserien aus Kunststoff auf Fahrgestellen von DKW oder Auto Union:
- der dreisitzige Enzmann 500 aus der Schweiz von 1960, der jedoch mit DKW-Motor ein Prototyp blieb;
- Coupés des deutschen Fahrzeugtuners Albrecht-Wolf Mantzel auf Basis eines DKW Junior von 1962 und eines DKW F 102 von 1966, die ebenfalls Prototypen blieben;
- Automóveis Lumimari in Brasilien mit dem Malzoni GT (1964–1966), nur zweisitzig und auf einem gekürzten Chassis sowie
- dessen Nachfolger Puma GT (1966–1968), wiederum nur zweisitzig und auf einem gekürzten Chassis.

## Rezeption als Künstler
Die künstlerischen Arbeiten Maier-Asboes werden unter anderem im Buch Kunstszene Ostwürttemberg gewürdigt, das anlässlich der Landeskunstwochen 1993 in Aalen erschien. Darin urteilt Prof. Dr. Hermann Baumhauer: „Mit den gewittrigen Collagen von Hans-Peter Maier-Asboe wurde auch die nervöse Unrast der Zeit zum Thema einer von Pop und Materialismus irritierten Generation.“ Schon 1983 stellte der Archivar und Heimatkundler Karlheinz Bauer Maier-Asboe in eine Reihe mit anderen bekannten, in der Region Aalen tätigen Künstlern wie Ernst Wanner, Karl Reich, Artur Elmer, Sieger Köder, Helmut Schuster und Fritz Nuss.
Die Gmünder Tagespost überschrieb ihren Nachruf auf den Künstler 1986 mit den Worten: „Bequemes Mittelmaß war ihm verhasst.“ Der Kunstkritiker Hermann Hofer kam aus diesem Anlass zu dem Ergebnis: „Waren Gestaltungswille und Formsprengung bei Maier-Asboe austariert, gelangen Bilder, die zum Gewichtigsten gehören, was die Region an kompromissloser Moderne in die Waagschale zu werfen hat.“ Anlässlich des 70. Geburtstags von Maier-Asboe im Jahr 2008, 22 Jahre nach seinem Tod, fasste der Kunstkritiker Wolfgang Nußbaumer zusammen: „Er war ein junger Wilder, der seine ganz eigene Pop-Art schuf. Dabei schoss er in überschäumender Vitalität zwar häufig über das Ziel hinaus. Doch wenn er zur inneren Balance fand, schuf er Arbeiten, vor denen man heute noch staunend verharrt.“

## Anmerkung
1. ↑  Anders als bei anderen Marken oder Modellen, bei denen Gloor je nach Fall ausdrücklich von einem (Klein-)Serienmodell oder einem Einzelstück bzw. einer Designstudie spricht, vermeidet er in diesem Fall eine klare Festlegung: „Ein ähnliches Styling hatte der Berliner Architekt Peter Maier-Asboe für sein etwa zur gleichen Zeit [Ende 1963] erschienenes Kunststoffcoupé auf der Basis Auto Union 1000 S gewählt. …“ (Seite 392). „Erschienen“ in Abgrenzung zum bloßen „präsentierten“ kann als Hinweis auf eine Kleinserienfertigung verstanden werden. Im „Namenregister“ ab Seite 402 führt Gloor den Namen „Maier“ weder unter dem „Leitbuchstaben D“ für „Einzelstück/Traumwagen“ noch „M“ für „Modell/Modellreihe“, sondern als Person mit dem „Leitbuchstaben C“ für „Karosseriehersteller/-designer“. Auch Kieselbach legt sich zum Umfang der Produktion nicht fest. Suman-Hreblay spricht von „plastic bodied coupé“; an anderen Stellen nutzt er ähnliche Formulierungen mal zur Betonung, dass nur ein Fahrzeugmodell gefertigt wurde, mal für Fälle, bei denen es bei einem Einzelstück blieb.

| Personendaten    | Personendaten                                                       |
| ---------------- | ------------------------------------------------------------------- |
| NAME             | Maier-Asboe, Peter                                                  |
| ALTERNATIVNAMEN  | Maier, Peter; Maier-Asboe, Hans-Peter                               |
| KURZBESCHREIBUNG | deutscher Architekt, Künstler, Fahrzeugdesigner und Karosseriebauer |
| GEBURTSDATUM     | 30. Juni 1938                                                       |
| STERBEDATUM      | 12. Dezember 1986                                                   |